# Pomorský obchod
Pomorský obchod (rusky Поморская торговля) byl obchod mezi Pomory a lidmi žijícími podél pobřeží severního Norska. Obchod začal kolem roku 1740 a pokračoval až do revoluce v roce 1917.
Pomorský obchod začal původně jako směnný obchod, kdy Pomorové nabízeli chléb z Ruska a Norové ryby ze severního Norska. Pomorský obchod byl důležitý jak pro Rusy, tak pro Nory. Pomorové vyplouvali za obchodem z pobřeží Bílého moře a z poloostrova Kola, následně dorazili do severních přístavů v Norsku. Pomorové byli zdatní obchodníci a námořnici, kteří zkoumali také území sousedící s Bílým mořem a krom obchodu se západem vytvořili obchodní cestu na východ, přes Ural na severní Sibiř.

## Počátky obchodu

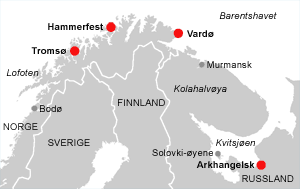
Mapa nejdůležitějších center pomorského obchodu

Rusko-norský obchod má dlouhou historii, první kontakty se datují do doby Vikingů. Rusové, hlavně přes Novgorod, obchodovali s Laponci v severním Norsku od středověku až do počátku 17. století. Začátkem léta byly ryby ulovené v zimě a na jaře v severním Norsku nakoupeny a odeslány do Ruska. Poptávka po rybách byla v Rusku velmi vysoká, protože ruská pravoslavná církev měla spoustu postních dnů, kdy se mohly jíst jen ryby a nebo rostlinné pokrmy. Ryby se dovážely do Archangelsku, odkud naopak vyplouvaly do Norska lodě s ruským obilím. Kromě Archangelsku obchodovali Pomorové také z jiných přístavů podél Bílého moře, hlavně z Kemu a Oněgy, ale také z menších osad jako Suma, Zolotica, Mudjunga, Saroka a Šuja.
Od roku 1740 se norsko-pomorský obchod rozšiřoval v celém severním Norsku. Zhruba od roku 1770 Pomorové organizovali pravidelné dodávky levné žitné mouky (v Norsku se tak rozšířila, že se jí říkalo ruská mouka) a také pšeničné mouky. Obilí bylo pěstováno v oblasti Volhy a dodávány obchodníkům v Bílém moři. V historii severního Norska byla několikrát doba, kdy pomorský obchod byl nezbytný pro přežití. Například v 18. století došlo v Norsku k několika neúrodám, cena žita v Bergenu se za 30 let zvýšila pětinásobně. Pomorský obchod se tak ukázal být důležitým zdrojem potravy, rybáři mohli nakupovat levné obilí a mouku a zároveň nalovené ryby prodávat za dobrou cenu. Naskytla se zde dobrá příležitost ke smlouvání, neexistovali zde žádní prostředníci, daně ani cla. Kromě mouky a obilí prodávali Pomorové také oves, sůl, hrách, maso a mléčné výrobky. Do Norska také dováželi železo, dřevo, pryskyřici, březovou kůru, svíčky, hrnce, konopí, provazy a pláno. Pomorové také dováželi luxusní zboží jako sladkosti, mýdlo, porcelán a dřevořezby. Do Ruska se naopak vozily hlavně ryby.

## Regulace obchodu
Norský král Haakon V. již v roce 1316 zakázal cizincům veškerý obchod v severním Norsku. Před reformou v roce 1537 byl obchod mezi severním Norskem a hanzovním městem Bergenem pod kontrolou arcibiskupa z Trondheimu. V polovině 16. století byla obchodní privilegia převedena přímo na Bergen a Trondheim, čímž získala města monopol na zahraniční obchod. Od konce 17. století se objevují zprávy o nelegálním norsko-pomorském obchodu. Norové, kteří obchodovali s Pomory, mohli být potrestáni. Obchodní monopol byl zrušen v roce 1715. Později v 18. století byl obchod v kodaňských obchodních domech pod kontrolou krále. V roce 1783 vláda v Kodani rozhodla, že Pomorský obchod by měl být zcela legalizován a severní Norsko by mělo být přednostně zásobováno obilím a jiným zboží z Ruska, nikoliv z Dánska.
V roce 1789 byly odstraněny poslední monopolní překážky a byl zaveden volný obchod. Obchodníci ve Vardø, Hammerfestu a Finnmarku získali obchodní privilegia pro obchod s Ruskem. Vardø se stalo hlavním centrem pomorského obchodu v Norsku. V přístavu ve Vardø kotvilo někdy i sto ruských lodí najednou. Ve Vardø vznikl ruský konzulát. V roce 1794 získalo Tromsø městská práva a obchodní privilegia pro obchod s Ruskem. Na počátku 19. století byl Pomorům povolen obchod i na jich od Lofotských ostrovů. Přímý obchod mezi Pomory a norskými rybáři byl ale zakázán, vždy do transakce musel vstoupit norský obchodník jako prostředník.
Během napoleonských válek na počátku 19. století uvalila Velká Británie embargo na obchod s Dánskem a Norskem. Během tohoto období měl pomorský obchod velký význam pro severní Norsko. V roce 1809 bylo severní Norsko na pokraji hladomoru, byla vydána proto vyhláška, že norští rybáři mohou obchodovat s Pomory napřímo, bez norských obchodních prostředníků. Velká Británie zajala několik ruských lodí, které se snažily obchodovat s Finnmarkem. V letech 1809-1812 Velká Británie prováděla blokádu norského pobřeží, mimo jiné s cílem zastavit pomorský obchod a narušit dodávky zboží z Archangelsku. Bílé moře bylo uzavřeno, ale pomorské lodě proplouvaly potají blokádou a dokázaly zásobovat hladovějící norské rybáře.

## Zlatý věk a konec obchodu
Ve druhé polovině 19. století došlo v Norsku k hospodářskému oživení, zlepšila se doprava s jižním Norskem a snížila se tak potřeba severního Norska dovážet ruské obilí. I přesto ale ruské dodávky obilí do severního Norska dosahovaly rekordního množství a to především díky povolení obchodovat napřímo s rybáři. Podél norského pobřeží se zvyšoval počet obchodních stanic.
Pomorové modernizovali své lodě. Používali škunery, jekty (zvláštní druh dřevěné obchodní lodi s jedním stěžněm) a galeasy. Náboženským centrem Pomorů byl Solovecký klášter na Soloveckých ostrovech v Bílém moři. Klášter měl velký vliv na celé hospodářství Bílého moře, stavěl lodi, vyráběl sůl a věnoval se rybolovu. Klášter na počátku 20. století vlastnil několik parních obchodních lodí, které se zapojovaly do pomorského obchodu.
V roce 1870 navštívilo Tromsø 400 pomorských lodí. Do severního Norska každoročně doplulo více než 300 pomorských lodí s posádkou asi 2000 lidí. V roce 1900 bylo Rusko čtvrtým největším obchodním norským partnerem; žitná mouka zůstávala hlavní komoditou obchodu. Po roce 1910 se prodávalo méně mouky. Pomorové za norské ryby platili přímo penězi. Během první světové války se Rusové obávali německých ponorek podél norského pobřeží, obchod tak byl výrazně utlumen.
Po revoluci v roce 1917 byl pomorský obchod přerušen. Přerušení obchodu mělo negativní dopad na hospodářství celého severního Norska, zejména pro osady podél pobřeží, které vznikly pouze pro pomorský obchod. Rybáři již neměli možnost prodat to, co ulovili. Přesto čas od času do Norska dorazily lodě a to i po oficiálním ukončení pomorského obchodu. Poslední pomorská loď dorazila do Norska v roce 1929.

## Význam obchodu
Od třicátých let 19. století se začal formovat speciální rusko-norský jazyk, tzv. Russenorsk, který vznikl kombinací ruštiny a norštiny. Norové věřili, že mluví rusky a Rusové věřili, že mluví norsky. Když norští obchodníci začali posílat své děti do škol v Archangelsku, ztratil Russenorsk svou důležitost.
Mnoho velkých obchodních center na pobřeží a ve fjordech severního Norska, které se objevily v 19. století, bylo založeno na pomorskému obchodu. Obchod ovlivnil i další vztahy, například v roce 1875 začaly pravidelné plavby parníkem z Archangelsku do Vardø. To byl začátek cestovního ruchu a sezónních ruských prací ve Finnmarku. Obyvatelé severního Norska se seznámili s některými prvky ruské kultury: čaj ze samovaru, barevné oblečení ruských žen a pohostinnost pomorských lodí.